# Самідаре (1937)
Самідаре (Samidare, яп. 五月雨) — ескадрений міноносець Імперського флоту Японії, який брав участь у Другій світовій війні.
Корабель, який став 5-м серед есмінців типу «Сірацую», спорудили у 1937 році на верфі Uraga Dock.
На момент вступу Японії до Другої світової війни «Самідаре» належав до 2-ї дивізії ескадрених міноносців, яка 29 листопада 1941 року прибула з Японії до Мако (важлива база ВМФ на Пескадорських островах у південній частині Тайванської протоки). 7 грудня «Самідаре» вийшов у море, а 10 грудня разом зі ще 6 есмінцями та легким крейсером прикривав висадку десанту у Вігані на північно-західному узбережжі острова Лусон (перед доставкою головних сил до затоки Лінгайєн японці висадили на Філіппінах цілий ряд допоміжних десантів). Американська авіація атакувала загін та змогла потопити й пошкодити кілька суден та кораблів, проте «Самідаре» не постраждав.
З 17 грудня 1941 року «Самідаре» супроводжував сили вторгнення до Лінгайєн, які здійснили висадку в ніч проти 24 грудня. Разом зі ще 6 есмінцями та легким крейсером він прикривав 2-й транспортний загін, що включав 28 транспортів та рухався з Мако.
На початку січня 1942 року «Самідаре» та три інші есмінці 2-ї дивізії залучили до прикриття десанту в Нідерландській Ост-Індії на острів Таракан — центр нафтовидобувної промисловості біля північно-східного завершення острова Борнео (всього у цій операції діяли 11 есмінців та 1 легкий крейсер). 6 січня транспорти з військами вийшли з порту Давао на південному узбережжі філіппінського острова Мінданао (був захоплений японцями ще 20 грудня), а в ніч проти 11 січня розпочалася висадка на Таракані.
21 січня 1942 року «Самідаре» разом зі ще 8 есмінцями та легким крейсером розпочали прикриття конвою з десантом, який вийшов з Таракану для оволодіння Балікпапаном (ще один нафтовидобувної промисловості на східному узбережжі острова Борнео). Цього разу прикриття не впоралось із завданням і під час висадки в ніч проти 24 січня транспорти були атаковані американськими есмінцями, яким вдалося потопити три судна. Утім, захоплення Балкіпапану пройшло успішно.
25 лютого 1942 року «Самідаре» разом із трьома іншими есмінцями своєї дивізії вийшов з Купангу (острів Тимор), щоб взяти участь у прикритті транспортів із військами для вторгнення на Яву (загалом у цій операції залучили 2 важкі та 2 легкі крейсери і 16 есмінців). 27 лютого есмінець взяв участь у битві в Яванському морі, перемога у якій дала змогу 1 березня висадити десант на сході Яви у Крагані.
16 березня 1942 року «Самідаре» та інші есмінці дивізії прибули до філіппінської затоки Субік-Бей, після чого кілька тижнів діяли у цьому архіпелазі, забезпечуючи блокаду району Маніли (тут до 6 травня тримався гарнізон фортеці Коррехідор) та окупацію острова Себу (центральна частина Філіппін). Станом на початок травня кораблі перебували у Мако, звідки 3—6 травня перейшли до Японії.
У мідвейській операції «Самідаре» разом з 6 іншими есмінцями та легким крейсером забезпечував охорону загону великих артилерійських кораблів адмірала Кондо.
16 липня 1942 року «Самідаре» та 6 інших есмінців вийшли для супроводу важких крейсерів «Кумано» та «Судзуя», що пройшли через Сінгапур до Бірми в межах підготовки до рейду в Індійський океан. 30 липня крейсери з їх супроводом дістались до Мергуй (наразі М'єй на східному узбережжі Андаманського моря).
Утім, через тиждень союзники висадилися на сході Соломонових островів, що започаткувало шестимісячну битву за Гуадалканал та змусило японське командування перекидати сюди підкріплення. Як наслідок, рейд до Індійського океану скасували, і «Самідаре» разом із 7 есмінцями зібраного в Мергуї загону вже 8 серпня 1942 року рушив для ескорту крейсерів до Мікронезії (ще два есмінці пішли за ними в охороні кількох танкерів). 21 серпня загін був у районі атола Трук (нині Чуук, розташована у центральній частині Каролінських островів головна японська база в Океанії), проте не став тут затримуватись і невдовзі опинився північніше від Соломонових островів, де відбувалося проведення конвою з підкріпленнями для Гуадалканала. Відомо, що 24 серпня, у день битви при східних Соломонових островах, «Самідаре» та два інші есмінці його дивізії супроводжували лінкор «Муцу» (повернувся на Трук 2 вересня).
З 8 по 24 вересня 1942 року «Самідаре» та ті ж два есмінці його дивізії супроводжували гідроавіаносець «Кунікава-Мару», який, зокрема, провадив вивчення Соломонових островів та островів Санта-Круз задля визначення місць можливого розташування ворожих баз гідроавіації. 19 вересня «Самідаре» провів з цією метою рекогносцирування острова Ндені (найбільший у групі Санта-Круз).
24—28 вересня 1942 року есмінець пройшов з Труку до Палау (важливий транспортний хаб на заході Каролінських островів), а в період з 30 вересня по 8 жовтня здійснив проведення конвою з підкріпленнями з Палау до якірної стоянки Шортленд — прикритої групою невеликих Шортлендських островів акваторії біля південного завершення острова Бугенвіль, де зазвичай відстоювались легкі бойові кораблі та перевалювались вантажі для відправлення їх далі на схід.
9—10 жовтня 1942 року «Самідаре» пройшов із Шортленду до Рабаула (головна передова база японців у архіпелазі Бісмарка, з якої провадились операції на Соломонових островах та сході Нової Гвінеї), звідки разом із трьома іншими есмінцями своєї дивізії вийшов ввечері 12 жовтня для охорони 1-го штурмового конвою до Тассафаронга. На шляху до загону приєднались ще чотири есмінці, які ввечері 13 жовтня вирушили разом із двома транспортами з Шортленду. У ніч проти 14 жовтня конвой почав розвантаження в Тассафаронзі, а з настанням дня втратив унаслідок ударів авіації три судна. Утім, інші три судна та всі есмінці змогли повернутись на Шортленд, при цьому «Самідаре» отримав незначні пошкодження від близького розриву бомби.
Уже 17 жовтня 1942 року «Самідаре» вийшов у транспортний рейс до Гуадалканалу у складі загону із 3 легких крейсерів та 14 есмінців, а 24 числа рушив туди разом зі ще трьома есмінцями для супроводу легкого крейсера «Юра» в межах операції з артилерійської підтримки наступу наземних військ. В останньому випадку нальоти авіації призвели 25 жовтня до загибелі крейсера та скасування завдання, при цьому «Самідаре» у певний момент надавав допомогу «Юра». 26 жовтня «Самідаре» прибув на Шортленд, звідки 28 жовтня вирушив для короткострокового ремонту на Трук, а вже 9 листопада повернувся звідти.
Тим часом японське командування готувало проведення до острова великого конвою з підкріпленнями (що в підсумку вилилось у вирішальну битву надводних кораблів біля Гуадалканалу).
11 листопада 1942 року «Самідаре» та ще 4 есмінці вийшли з Шортленду, щоб приєднатись до загону адмірала Абе, який за дві доби до того полишив Трук (в підсумку під командуванням цього адмірала зібралось 11 есмінців). За японським задумом, два лінкори Абе, «Кірісіма» та «Хіей», напередодні підходу транспортів мали провести артилерійський обстріл аеродрому Гендерсон-Філд (за місяць до того така операція була здійснена доволі вдало), утім, в ніч проти 13 листопада біля Гуадалканалу загін Абе перестріло американське з'єднання з крейсерів та есмінців, яке зазнало значних втрат, проте зірвало обстріл аеродрому. У цьому зіткненні «Самідаре» взяв участь у потопленні есмінця USS Monssen та пошкодженні легкого крейсера USS Helena (він переживе цю битву, проте все ж загине на Соломонових островах влітку 1943 року). Також «Самідаре» зняв 207 членів екіпажу з важко пошкодженого есмінця «Юдачі» та невдало спробував добити його торпедою. Після цього він попрямував на Шортленд, щоб висадити там врятованих моряків.
14 листопада 1942 року «Самідаре» разом із легким крейсером «Нагара» вирушили з Шортленду та приєдналися до загону «Кірісіми» («Хіей» загинув під час попереднього бою), навколо якого на цей раз зібралось 9 есмінців. «Кірісіма» знову вирушив для обстрілу Гендерсон-Філд та загинув у ніч проти 15 числа внаслідок бою з американськими лінкорами. Під час цього зіткнення «Самідаре» взяв участь у атаці на ворожі есмінці, унаслідок якої затонули USS Benham, USS Walke, USS Preston та був пошкоджений USS Gwin. Також «Самідаре» намагався допомогти пошкодженому «Кірісіма», а потім підбирав вцілілих з цього корабля та 18 листопада доставив їх на Трук.
22—27 листопада 1942 року «Самідаре» разом із ще одним есмінцем супроводжував важкий крейсер «Такао» та гідроавіаносець «Ніссін» з Труку до Йокосуки. У Японії корабель пройшов доковий ремонт, а 19—24 грудня ескортував «Такао» назад на Трук.
З 15 по 19 січня 1943 року «Самідаре» та ще один есмінець охороняли авіаносець «Дзюнйо», який виходив з Труку в межах операції з проведення конвою «Хей № 1 Го» (доставка нових військових контингентів для посилення гарнізонів на північному узбережжі Нової Гвінеї). Після поверненню «Дзюнйо» на базу «Самідаре» приєднався до безпосереднього супроводу конвою та виконував це завдання до 25 січня.
31 січня 1943 року «Самідаре» вийшов з бази та до 4 лютого ескортував головні сили, які патрулювали північніше від Соломонових островів з метою прикриття евакуації з Гуадалканалу, після чого разом з іншим есмінцем був відряджений до стоянки Шортленд для участі у самих евакуаційних рейсах.
4 та 7 лютого «Самідаре» у складі великої групи есмінців виходив до Гуадалканалу, в обох випадках виконуючи функцію прикриття. По завершенні евакуації 11—16 лютого «Самідаре» пройшов з Шортленду до Палау.
Невдовзі корабель знову залучили до операцій із посилення гарнізонів на Новій Гвінеї. 19 лютого 1943 року «Самідаре» вийшов разом зі ще одним есмінцем для супроводу другого ешелону конвою «Хей № 3 Го», що рухався із Палау до Веваку (найбільша японська база на північному узбережжі Нової Гвінеї). 26 лютого конвой прибув до пункту призначення.
З 6 по 18 березня «Самідаре» разом зі ще 4 есмінцями ескортував конвой «Ганза №  1» з Палау за затоки Ханза (півтори сотні кілометрів на схід від Веваку) та назад. 20—25 березня корабель пройшов з Палау до Рабаула, а наприкінці місяця перейшов до Шортленду.
31 березня 1943 року «Самідаре» вирушив у транспортний рейс до острова Коломбангара у західній частині архіпелагу Нью-Джорджія (центральні Соломонові острова), де японці укріплювалися після евакуації з Гуадалканалу. Цей рейс довелося перервати через атаку ворожої авіації, проте 1 та 5 квітня «Самідаре» все-таки здійснив походи до Коломбангари.
7—8 квітня 1943 року есмінець повернувся у Рабаул, звідки 10 квітня вирушив до новогвінейського Фіншгафену (на східному завершенні півострова Хуон), проте цей похід скасували через повітряну загрозу (відомо, що того ж числа до Фіншгафену виходив есмінець «Юкікадзе»). Існують дані, що 13 квітня «Самідаре» виходив до Тулуву на мисі Глочестер, що утворює західне завершення острова Нова Британія — тобто на протилежному березі протоки від Фіншгафену.
13—16 квітня 1943 року «Самідаре» пройшов з Рабаула на Трук, звідки 8—13 травня разом зі ще трьома есмінцями ескортував до Японії лінкор, 2 ескортні авіаносці та 2 важкі крейсери. На момент прибуття цього загону до Йокосуки американці вже почали операцію на Алеутах по узяттю під контроль острова Атту (був захоплений японцями влітку 1942 року). Як наслідок, 15—19 травня «Самідаре» та ще один есмінець супроводили тільки що згадані 2 важкі крейсери до Парамушира (Курильські острови). У межах заходів із протидії ворожій операції японське командування почало нагромаджувати сили (зокрема, викликало додатковий загін із Трука), проте так і не встигло ввести їх в бій до завершення боїв на Атту. Утім, ще залишався японський гарнізон на острові Киска, і «Самідаре» затримався на північному театрі бойових дій.
У липні 1943 року його залучили до евакуації з Киски, при цьому з 7 по 17 липня призначений для неї загін перебував у морі, проте не зміг виконати завдання через погану погоду. У період з 22 липня по 1 серпня відбулась друга спроба, у якій, окрім «Самідаре», взяли участь 10 інших есмінців та 2 легкі крейсери. Цього разу 29 липня вдалося зняти з Киски гарнізон («Самідаре» належав до загону охорони та безпосередньо не транспортував бійців).
3—6 серпня 1943 року «Самідаре» супроводив конвой з Парамушира до Йокосуки, після чого став на доковий ремонт. Утім, вже 7—11 вересня есмінець здійснив перехід на Трук, разом зі ще 2 есмінцями супроводжуючи ескортні авіаносці «Тайо» і «Чуйо», а 14—19 вересня ескортував до Рабаула конвой № 1143.
28 вересня та 2 жовтня 1943 року «Самідаре» у складі значної групи есмінців виходив до Коломбангари в межах операції по евакуації гарнізону острова. У другому поході під час сутички за американськими есмінцями «Самідаре» отримав незначні пошкодження унаслідок влучання трьох снарядів, що не здетонували.
6—7 жовтня 1943 року «Самідаре» та ще 8 есмінців провели евакуацію гарнізону з острова Велья-Лавелья (найзахідніший в архіпелазі Нью-Джорджія). Тут вони вступили у бій із загоном ворожих есмінців, при цьому вважається, що саме «Самідаре» торпедував USS Selfridge (утім, цей корабель не затонув, був відремонтований та брав участь у бойових діях до кінця війни).
До кінця жовтня 1943 року «Самідаре» здійснив цілу низку транспортних рейсів у західному напрямку — 8 числа до Тулуву, 23 жовтня до острова Гарове (у морі Бісмарка за три сотні кілометрів на захід від Рабаула), а 26 жовтня до Кавуву (Гавуву) на мисі Хоскінс (північне узбережжя Нової Британії трохи менше ніж за 250 км на південний захід від Рабаула).
Тим часом союзники готувалися до великої атаки на заході Соломонових островів і 1 листопада 1943 року висадили десант на острові Бугенвіль. Японське командування спробувало протидіяти наявними у Рабаулі силами, і в ніч проти 2 листопада «Самідаре» взяв участь у сутичці біля плацдарму союзників, відомій як битва в затоці Імператриці Августи. Вважається, що саме він торпедував есмінець USS Foote (корабель не затонув, а був відремонтований та брав участь у подальших бойових діях). Водночас «Самідаре» зазнав пошкоджень середнього ступеня від зіткнення з есмінцем «Сірацую» та двох влучань снарядами, а загалом японський загін зазнав поразки через невдале командування.
11—14 листопада 1943 року «Самідаре» разом із 4 іншими есмінцями та легким крейсером ескортував з Рабаула на Трук важкий крейсер «Мая», який вже після битви в затоці Імператриці Августи прибув до архіпелагу Бісмарка для організації нової атаки на сили вторгнення, проте майже одразу був пошкоджений унаслідок рейду авіаносного з'єднання на Рабаул. На Труці «Самідаре» пройшов певний ремонт, а 13—19 грудня пройшов до Йокосуки для повноцінного відновлення, що тривало кілька місяців. Під час останнього одну з установок головного калібра замінили на строєну установку 25-мм зенітних автоматів.
По завершенні ремонту корабель залучили до транспортної операції «Хігаші Мацу» (Higashi Matsu), яка мала за мету підсилення гарнізонів ряду островів Мікронезії. Можна відзначити, що на початку лютого 1944 року японське командування вивело з Труку основні сили флоту, а 17—18 лютого ця база зазнала розгрому при рейді американського авіаносного з'єднання, відтак головний оборонний периметр Імперії проходив через Маріанські острови та Палау (захід Каролінських островів).
З 31 березня по 11 квітня «Самідаре» разом зі ще одним есмінцем та кількома кайбоканами (фрегатами) супроводжував конвой «Хігаші Мацу № 4» з Йокосуки на Сайпан (Маріанські острови). Ворожі підводні човни не без успіху атакували загін, тоді як дії ескорту виявилися безрезультатними (зокрема, відомо, що «Самідаре» атакував глибинними бомбами USS Trigger).
Після Сайпану «Хігаші Мацу № 4» розділився, і «Самідаре» спершу супроводив конвой до Трука. Станом на 23 квітня він знову перебував на Сайпані, звідки вийшов на захід Каролінських островів разом із ще одним есмінцем та 2 легкими крейсерами. 25 квітня кораблі прибули на Палау, а наступної доби загін (без одного легкого крейсера) вирушив далі разом із танкодесантним судном для перевезення військ на острів Сонсорол (трхи більше ніж за 30 км на південний захід від Палау). 27 квітня відбулося розвантаження, але вже при відході від острова підводний човен торпедував легкий крейсер «Юбарі». Через шість годин після атаки «Самідаре» спробував буксирувати «Юбарі», проте невдало. Уранці 28 квітня інший есмінець зняв екіпаж з крейсера, який у підсумку затонув через 24 години після влучання торпеди. «Самідаре» ж він прибув до філіппінського порту Давао.
З 1 по 18 травня 1944 року есмінець пройшов з ескортними функціями з Давао до Балікпапану, а потім до Таві-Таві у філіппінському архіпелазі Сулу поряд із нафтовидобувними районами острова Борнео. На той час через дії підводних човнів на комунікаціях, які вкрай ускладнювали доставку палива до Японії, командування вирішило базувати головні сили флоту в Південно-Східній Азії, причому 12—15 травня вони перейшли з району Сінгапура до Таві-Таві, очікуючи неминучої атаки на головний оборонний периметр — на Маріанських островах або Новій Гвінеї. 30—31 травня «Самідаре» разом зі ще 5 есмінцями ескортували лінкор «Фусо» та два важкі крейсери до Давао (на південному узбережжі філіппінського острова Мінданао), після чого 2 червня цей загін вийшов для підтримки операції по доставці підкріплень на острів Біак (біля північно-західного узбережжя Нової Гвінеї), де в кінці травня висадилися союзники. Утім, невдовзі операцію скасували. Великі кораблі попрямували назад до Давао, а «Самідаре» 4 червня прибув до Соронгу (північно-західне завершення півострова Чендравасіх, за чотири з половиною сотні кілометрів на захід від Біаку).
8 червня 1944 року «Самідаре» взяв участь у прикритті транспортного рейсу до Біаку. Утім, загону не вдалося досягнути мети через сутичку з ворожим з'єднанням крейсерів та есмінців, а також дії авіації (яка потопила есмінець «Харусаме»). У підсумку «Самідаре» прибув на острів Бачан (біля південно-західного завершення значно більшого острова Хальмахера), а 13 червня досягнув Балікпапану.
Тим часом 12 червня 1944 року американці розпочали операцію по оволодінню Маріанськими островами і невдовзі головні сили японського флоту вийшли для контратаки. «Самідаре» супроводжував один із загонів постачання, який 14 червня полишив Балікпапан і 18 числа приєднався до головних сил у Філіппінському морі. 19—20 червня японці зазнали важкої поразки у битві, під час якої «Самідаре» разом з 8 іншими есмінцями ескортував «загін В» (втратив унаслідок повітряних нальотів авіаносець «Хійо»). 22 червня загін прибув на Окінаву, а за пару діб досягнув Японії.
З 8 по 16 липня 1944 року «Самідаре» супроводжував сили флоту, які з метою доставки підкріплень пройшли з Куре до Окінави, а потім на якірну стоянку Лінгга поблизу Сінгапура.
7 серпня 1944 року «Самідаре» разом із легким крейсером «Кіну» попрямували з транспортною місією з Сінгапуру до Маніли (на цьому відтинку з ними йшов і есмінець «Уранамі»), а потім до Палау. 18 серпня «Самідаре» наскочив на риф Веласко (150 км на північ від північного завершення Палау) та не зміг зійти з нього. 23 серпня підводний човен «Батфіш» поцілив «Самідаре» трьома торпедами, а 26 числа — ще двома. Від останніх есмінець переломився та був остаточно втрачений.